# Wooleya farinosa
Wooleya farinosa är en isörtsväxtart som först beskrevs av L. Bol., och fick sitt nu gällande namn av L. Bol. Wooleya farinosa ingår i släktet Wooleya och familjen isörtsväxter. Inga underarter finns listade i Catalogue of Life.